# Afrixalus fulvovittatus
Afrixalus fulvovittatus е вид земноводно от семейство Hyperoliidae. Видът е незастрашен от изчезване.

## Разпространение
Разпространен е в Гана, Гвинея, Кот д'Ивоар, Либерия и Сиера Леоне.